# Klaus Weese
Klaus Weese (* 20. November 1967 in Wiesloch) ist ein ehemaliger deutscher Freestyle-Skier. Er war auf die Disziplin Buckelpiste spezialisiert.

## Biografie
Klaus Weese gab am 9. Dezember 1988 sein Weltcupdebüt in Tignes, dort belegte er den 49. Rang. Ein Jahr später startete er bei den Freestyle-Skiing-Weltmeisterschaften in Oberjoch dort wurde er Fünfzehnter. Bei den Freestyle-Skiing-Weltmeisterschaften 1991 in Lake Placid reichte es nur für Rang 25.
Es folgten in seiner Karriere zwei Olympiateilnahmen. Die erste bei den Olympischen Winterspielen 1992 in Albertville und später bei den Winterspielen 1994 in Lillehammer. In Albertville wurde Weese 19. und in Lillehammer belegte er den 23. Platz.
Aktuell ist Klaus Weese Trainer für die Buckelpistenfahrer bei seinem Verein Ski-Club Wiesloch. Dort trainiert er seine Töchter Hanna und Sophie Weese.